# Walter Sandritter
Walter Georg Andreas Sandritter (* 7. Juli 1920 in Frankfurt am Main; † 12. November 1980 in Freiburg im Breisgau) war ein deutscher Pathologe und Direktor des Pathologischen Instituts an der Universitätsklinik Freiburg.

## Leben
Walter Sandritter wurde als Sohn des Bäckermeisters Karl Sandritter und dessen Frau Paula, geb. Zwirner, in Frankfurt am Main geboren. Er studierte Humanmedizin in Frankfurt am Main, Erlangen und Kiel und legte 1947 das Medizinische Staatsexamen ab. Im Dezember 1947 wurde er in Frankfurt mit einer statistischen Arbeit über Lungenembolien promoviert. 1952 erfolgte ebenfalls in Frankfurt die Habilitation mit einer Arbeit Über den Nucleinsäuregehalt in verschiedenen Tumoren. Von 1952 bis 1961 war Sandritter Privatdozent und außerplanmäßiger Professor am Pathologischen Institut der Universität Frankfurt am Main, von 1961 bis 1968 Direktor des Pathologischen Instituts an der Universität Gießen und schließlich von 1968 bis 1980 Direktor des Pathologischen Instituts an der Freiburger Universitätsklinik.
1975 wurde Sandritter Mitglied der Deutschen Akademie der Naturforscher Leopoldina. Seit 1974 war er Präsidenten des Weltkongresses der International Academy of Pathology in Hamburg. Sandritter war Mitarbeiter zahlreicher Fachzeitschriften und Herausgeber der wissenschaftlichen Zeitschrift Pathology research and practice.
Sandritter war seit 1949 mit Erika Sandritter, geb. Gerber, verheiratet und hatte zwei Töchter (Gundula und Bettina).

## Schriften (Auswahl)
- Ein Beitrag zur Statistik der tödlichen Lungenembolien. (Frankfurt (Main), Univ., Diss., 1947).
- Über den Nucleinsäuregehalt in verschiedenen Tumoren. Adenocarcinome, Nieren-, Schilddrüsen-, Lebercarcinome und Sarkom. In: Frankfurter Zeitschrift für Pathologie 63 (1952), S. 423–446 (Zugl.: Frankfurt (Main), Univ., Habil.-Schr., 1952).